# Knudå
Knudå är ett vattendrag i Danmark.   Det ligger i Skanderborgs kommun i Region Mittjylland, i den centrala delen av landet, 180 km väster om Köpenhamn.
Ån flyter igenom Ravnsø och Knudsø innan den mynnar ut  vid Ry i Birksø (Gudenå).